# Joël Bouzou
Joël Bouzou OLY (Figeac, 30 de outubro de 1955) é um ex-pentatleta francês e campeão mundial e medalhista olímpico. 

## Carreira
Joël Bouzou representou seu país nos Jogos Olímpicos de 1980, 1984, 1988 e 1992, na qual conquistou a medalha de bronze, por equipes, em 1984. 
Desde 2011 preside a Associação Mundial de Atletas Olímpicos.